# August 1983
Acest articol este generat integral pe baza informațiilor din articolul 1983 și este actualizat periodic de un robot.
 Editările făcute în articol vor fi șterse la următoarea actualizare! Dacă doriți să faceți modificări, editați articolul-sursă.

ianuarie -
februarie -
martie -
aprilie -
mai -
iunie -
iulie -
august -
septembrie -
octombrie -
noiembrie -
decembrie
August 1983 a fost a opta lună a anului și a început într-o zi de luni.

## Nașteri

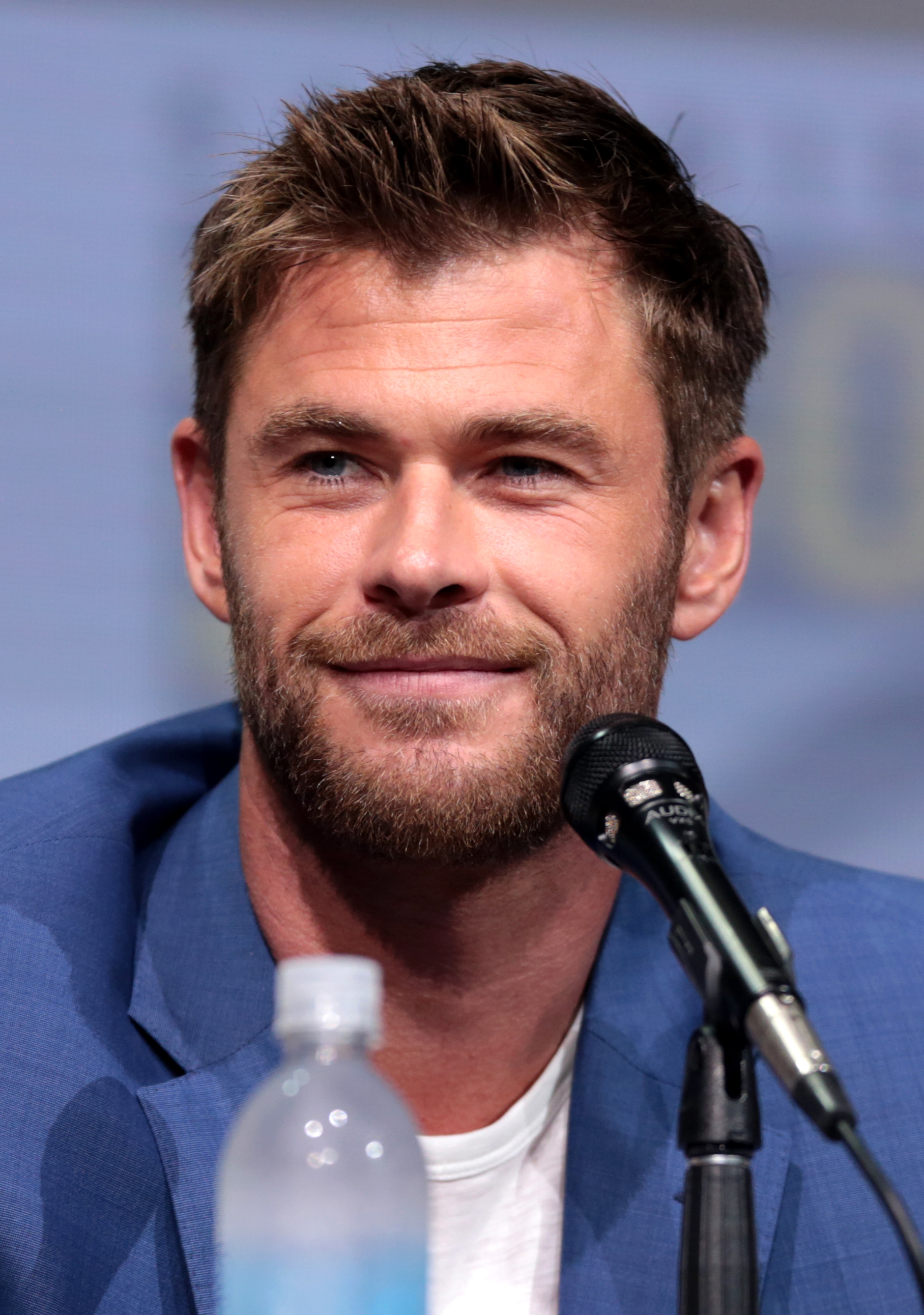
Chris Hemsworth, actor australian de film
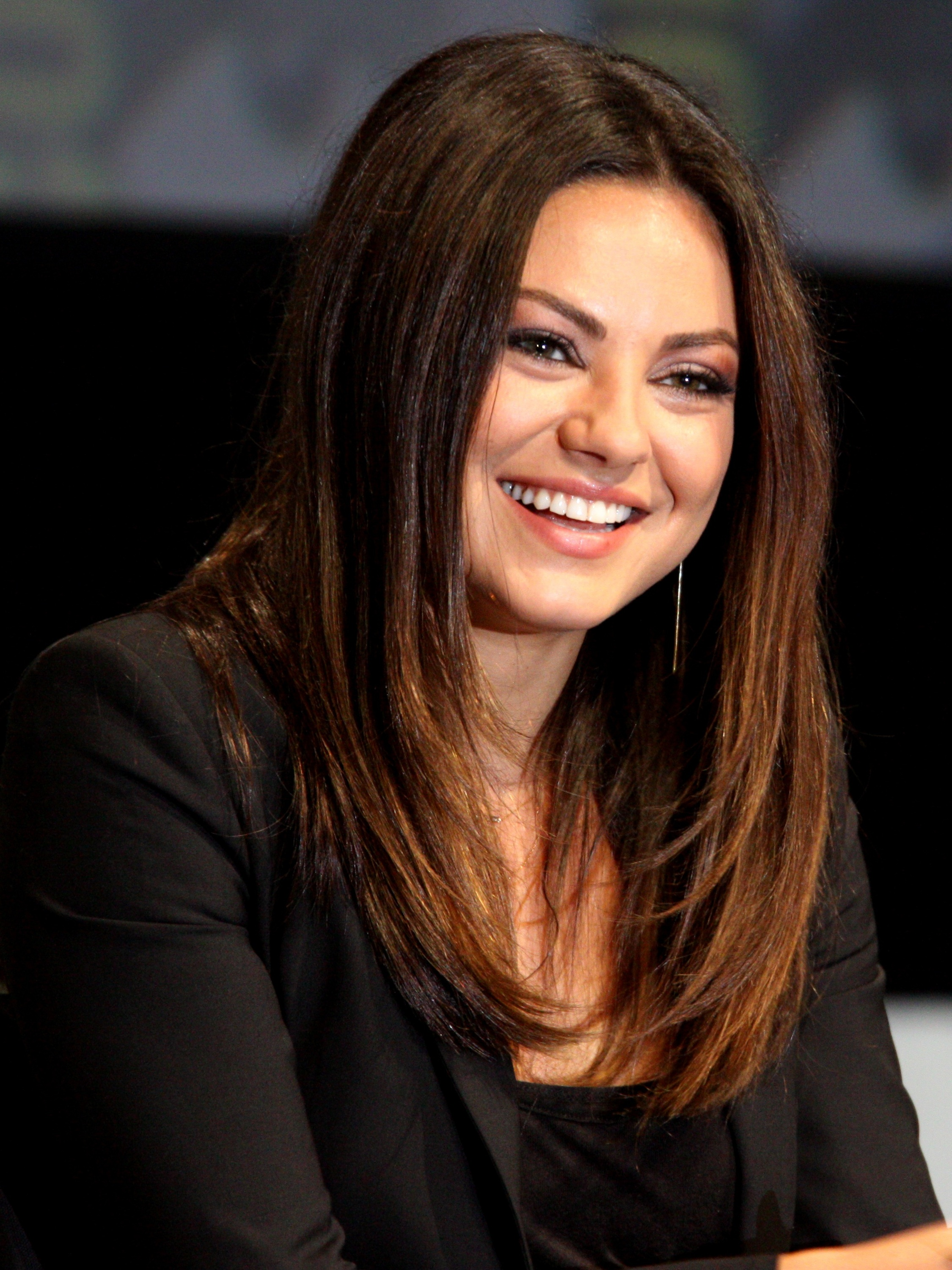
Mila Kunis, actriță americană de origine ucraineană
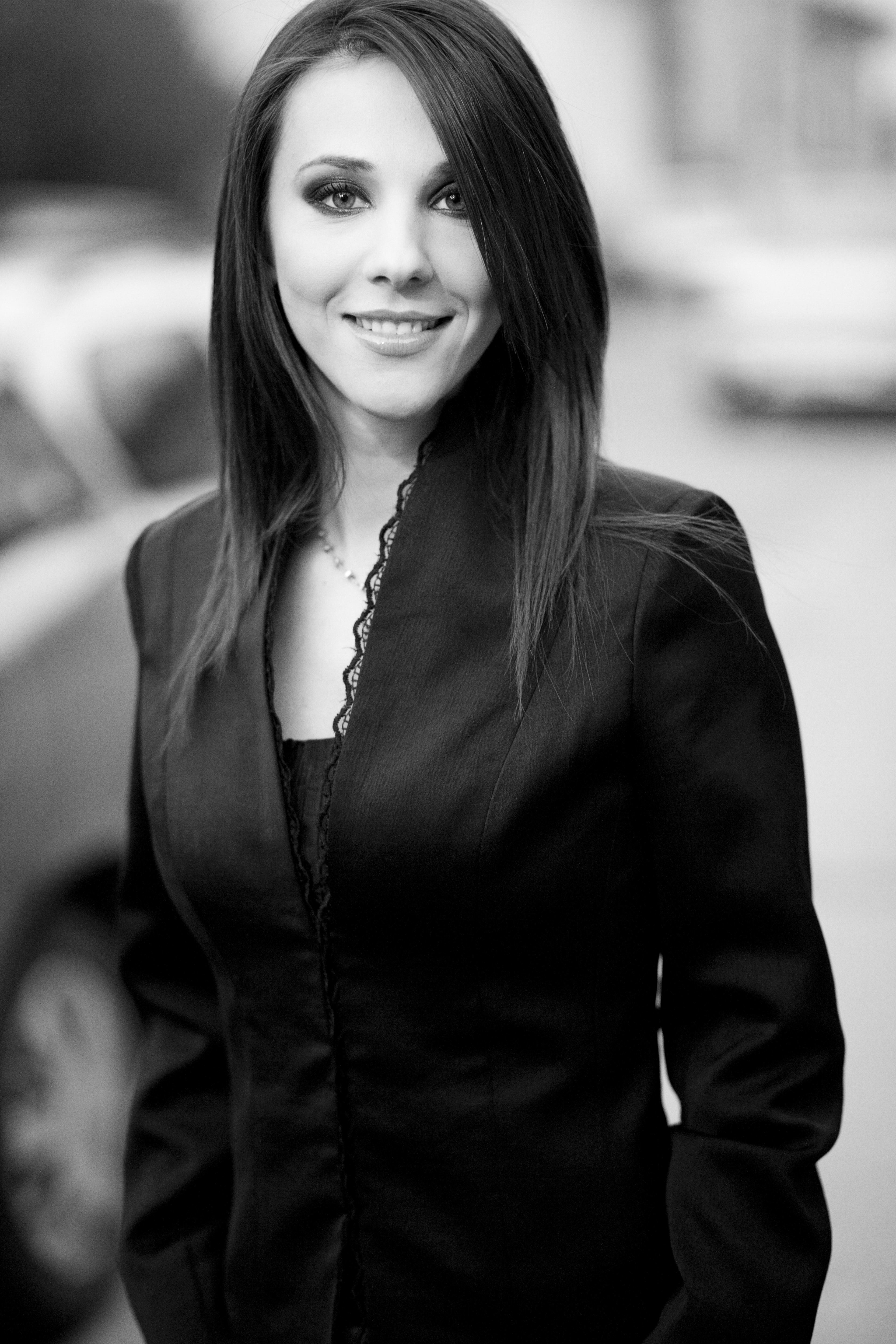
Andreea Răducan, gimnastă română
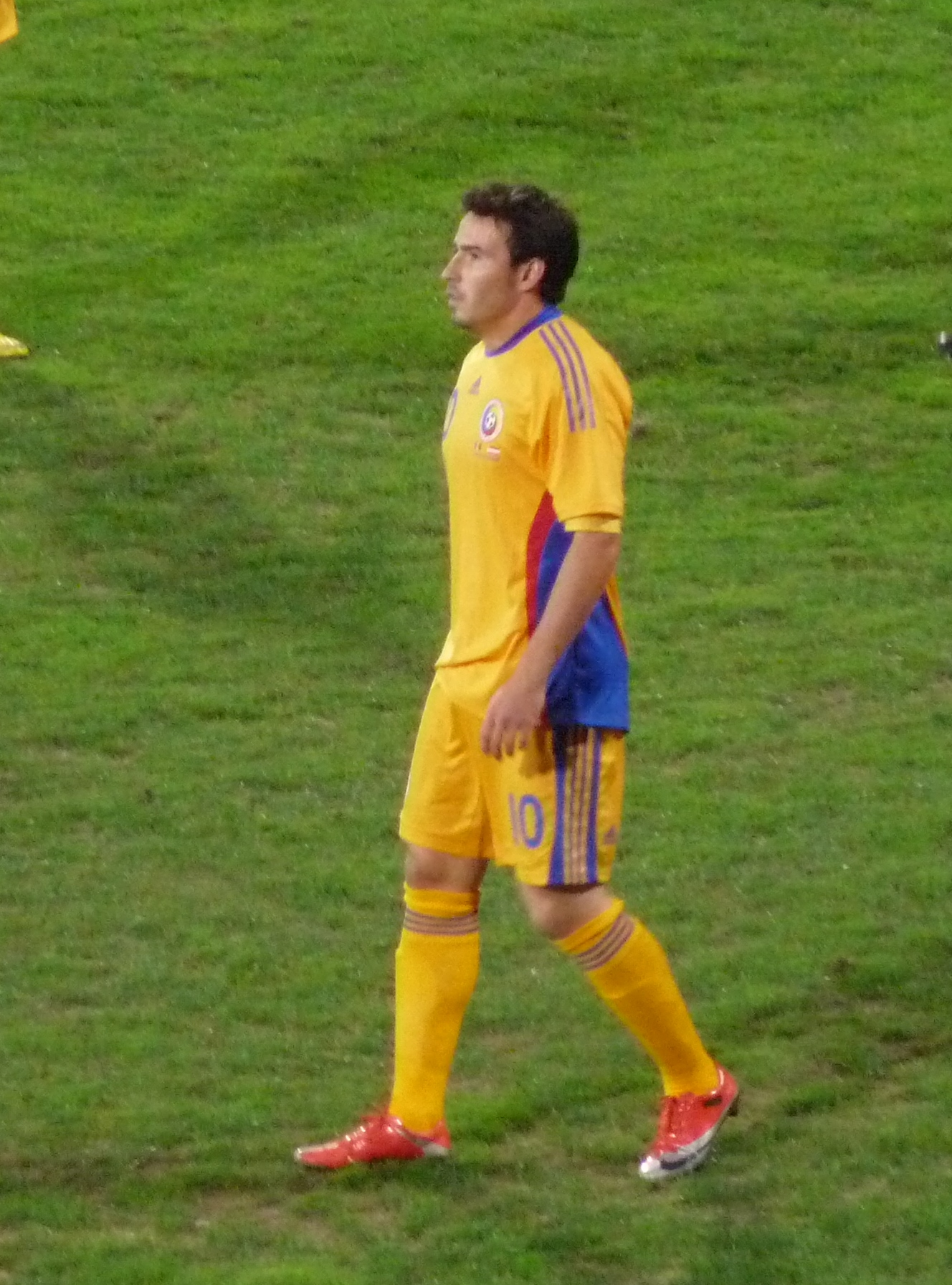
Adrian Cristea, fotbalist român

- 1 august: Michael Baird (Michael William Baird), fotbalist australian (atacant)
- 2 august: Michel Bastos (Michel Fernandes Bastos), fotbalist brazilian (atacant)
- 5 august: Gláuber (Gláuber Leandro Honorato Berti), fotbalist brazilian
- 5 august: Anca Măroiu, scrimeră română
- 5 august: Dumitru Popovici, fotbalist din R. Moldova
- 6 august: Robin van Persie, fotbalist din Țările de Jos (atacant)
- 7 august: Maggie Castle, actriță canadiană
- 7 august: Claudiu Komartin, poet român
- 9 august: Florin Nanu, fotbalist român
- 11 august: Chris Hemsworth (Christopher Hemsworth), actor australian de film
- 12 august: Klaas-Jan Huntelaar, fotbalist din Țările de Jos (atacant)
- 12 august: Zé Kalanga (n. Paulo Batista Nsimba), fotbalist angolez
- 12 august: Meryem Uzerli, actriță turcă de film și fotomodel
- 14 august: Elena Baltacha, jucătoare britanică de tenis, de etnie ucraineană (d. 2014)
- 14 august: Shwan Jalal (Shwan Saman Jalal), fotbalist britanic (portar)
- 14 august: Mila Kunis (Milena Markovna Kunis), actriță americană de film de etnie ucraineană
- 14 august: Heiko Westermann, fotbalist german
- 15 august: Alain Cantareil, fotbalist francez
- 15 august: Katia Pascariu, actriță română
- 16 august: Ilan Laufer, politician român
- 18 august: Mika, cântăreț britanic
- 20 august: Costel Alexe, politician român
- 22 august: Bojan Golubović, fotbalist bosniac (atacant)
- 20 august: Iuri Jirkov, fotbalist rus
- 23 august: Bogdan Straton, fotbalist român
- 25 august: James Rossiter, pilot britanic de Formula 1
- 26 august: Matei-Adrian Dobrovie, politician român
- 27 august: Jamala (Susana Alimivna Jamaladinova), cântăreață ucraineană
- 27 august: Felice Piccolo, fotbalist italian
- 28 august: Christian Pander, fotbalist german
- 29 august: Xabi Prieto (Xabier Prieto Argarate), fotbalist spaniol
- 30 august: Juan Emmanuel Culio, fotbalist argentinian
- 31 august: Adrian Ursu, cântăreț din Republica Moldova

## Decese
- 2 august: Rudolf Kotormány, 72 ani, fotbalist român (n. 1911)
- 7 august: Nicolae Brânzeu, 75 ani, compozitor și dirijor român (n. 1907)
- 14 august: Musine Kokalari, 66 ani, scriitoare albaneză (n. 1917)
- 17 august: Sidi Tal (Sorele Leibovna Birkental), 71 ani, cântăreață, actriță de teatru și film sovietică (n. 1912)
- 19 august: Octav Onicescu, 90 ani, matematician român (n. 1892)
- 20 august: Aleksandar Ranković, 73 ani, om politic iugoslav de etnie sârbă (n. 1909)
- 22 august: Nicolae Georgescu, 47 ani, fotbalist român (n. 1936)
- 22 august: Nicolae Georgescu, fotbalist român (1936-1983) (n. 1936)
- 28 august: José Bergamín, 87 ani, scriitor spaniol (n. 1895)